# كارل يودر
كارل يودر (بالإنجليزية: Carl Yoder)‏ هو شخصية أعمال أمريكي، ولد في 1885، وتوفي في 1944 بسبب سرطان.